# استيبان لوبيز
استيبان لوبيز (بالإسبانية: Esteban López)‏ هو دراج كولومبي، ولد في 28 فبراير 1974.

## وصلات خارجية
- استيبان لوبيز على موقع أوليمبيديا (الإنجليزية)